# Zöld Íjász
Zöld Íjász egy kitalált szuperhős, aki a DC Comics által kiadott füzetekben szokott feltűnni. Megalkotója Morton Weisinger és George Papp. Első feltűnése a More Fun Comics #73-ban történt, 1941 novemberében. Eredeti neve Oliver Queen, egy milliárdos playboy, aki nevéhez hűen (Queen=királynő) habzsolja az életet és nem mellékesen nagyon népszerűnek számít városában, Star City-ben. Gyakran szokott egy Robin Hoodra hasonlító ruhában bűnt üldözni, melyhez mindig a zseniális íjászképességét használja. A modern történetekben szokott használni speciális nyilakat, melyek valamilyen speciális képességekkel vannak felruházva, pl: ragasztós, robbanós, horgos és még tucatnyi hasonló. Köztük van a Kryptonittal felruházott nyíl is, melynek segítségével már sikerült legyőznie Supermant, Batman segítségével a Batman: a sötét lovag visszatér c. képregénysorozatnak a végén. Mikor megjelent, egy íjász témájú analógként szolgált az akkor nagyon népszerű Batman karakterének, de később az írók megpróbálták átváltoztatni őt, hogy minél kevesebb hasonlóság legyen a két karakter között.
Zöld Íjász élvezte a mérsékelt sikerét, melyben a More Fun comics reklámarcává vált és alkalmanként más képregényekben is megjelent. Mégis, egészen az első 25 évében nem örvendett nagy sikernek. 